# Tinmel

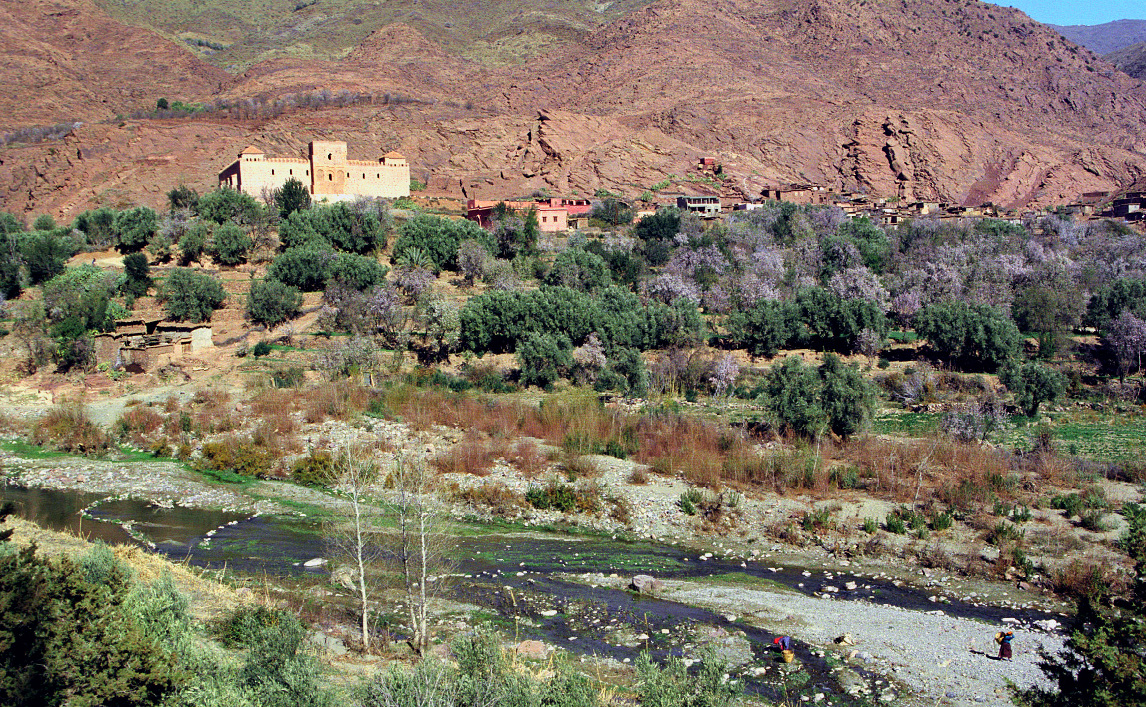
Tinmel, à 100 km au sud de Marrakech.

Tinmel (en Tachelhit: Tinml et ⵜⵉⵏⵎⵍ), est un douar située dans la partie occidentale du Haut Atlas marocain, dans le pays du Goundafa (Tagountaft en Tachelhit), plus précisément dans la vallée de l'Oued N'Fiss (Assif Ounfis en Tachelhit), à 100 km au sud de Marrakech.
Il dépend de la commune rurale de Talat N'Yaakoub, cercle d'Asni dans la province d'Al Haouz .

## Toponymie
Le nom de lieu est d'origine berbère. Il est à la base rattaché à la mosquée almohade, est constitué de deux parties : Tin ⵜⵉⵏ (celle de) et mel ⵎⵍ (du verbe mel qui signifie : montrer, démontrer et par extension enseigner). En définitif, Tinmel veut dire : le lieu où on démontre, le lieu où on enseigne.

## Histoire
Fief de Mohammed Ibn Toumert, Tin Mellal (forme médiévale de Tinmel) fut aussi, au début du XIIe siècle, le point de départ des campagnes militaires almohade contre la dynastie almoravide.

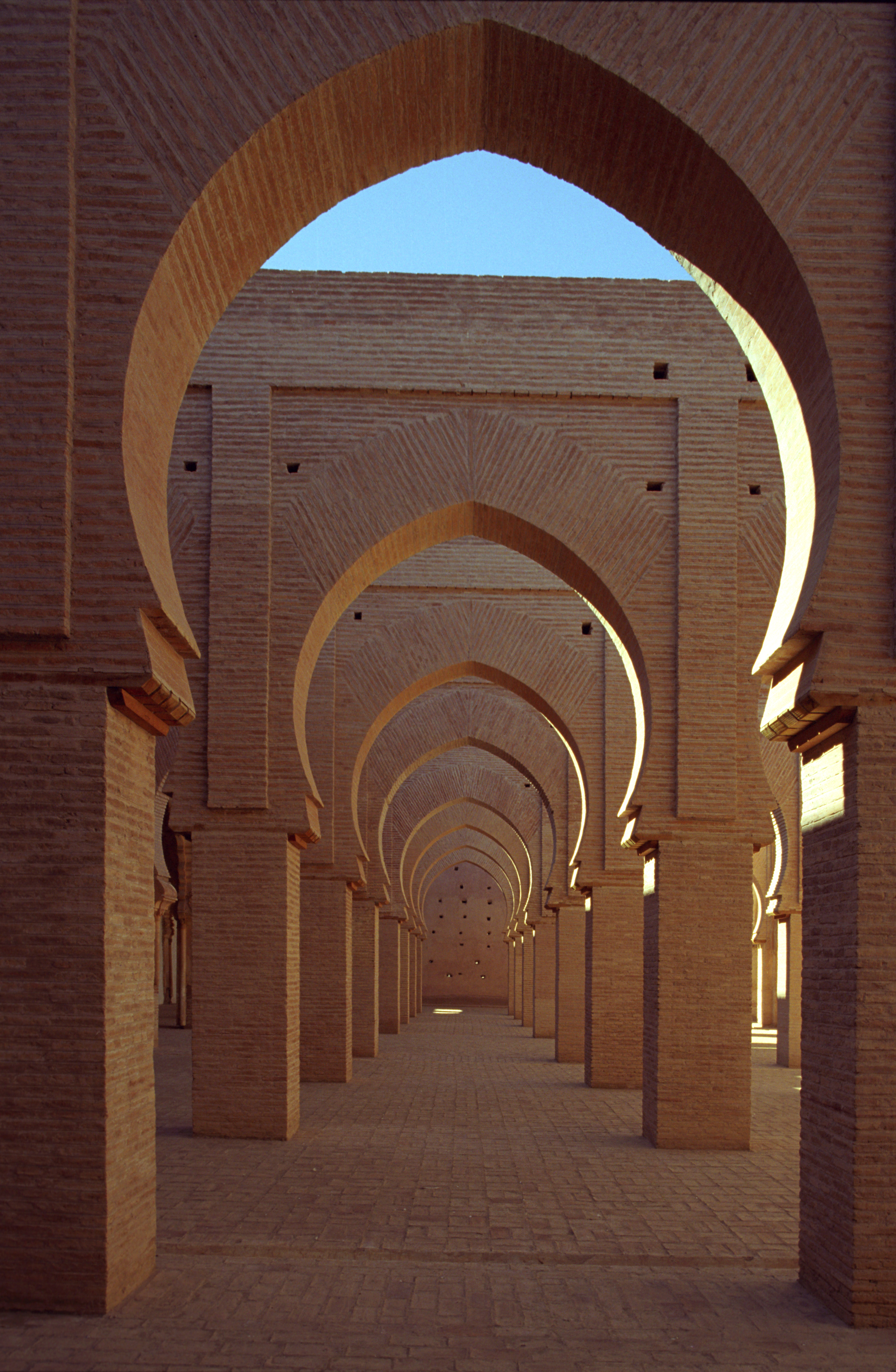
Mosquée de Tinmel, vue intérieure,,.

Avec la prise de Marrakech en 1147, Tinmel devient un lieu de pèlerinage essentiel. Une grande mosquée de Tinmel fut érigée sur les ordres d'Abd al-Moumin premier calife almohade en mémoire de Mohammed Ibn Toumert, théologien rigoriste alors considéré comme le « Mahdi » par les berbères. Les mausolées des trois premiers califes almohades Abd al-Mumin, Abou Yacoub Youssouf et Abou Youssouf Yacoub al-Mansour se trouvent également à Tinmel.
Après le déclin de la dynastie Almohade la ville perdit de sa superbe, mais demeura néanmoins un lieu de pèlerinage.
Au début du XXe siècle les premiers voyageurs européens voyaient une mosquée ruinée. Elle a ensuite bénéficié de plusieurs campagnes de restauration, de 1990 à 1995, puis entre 2015 et 2018. Tinmel occupe une place importante dans l'histoire du Maroc et du Maghreb. C'est la mosquée archétypale de la dynastie almohade dont le modèle se diffusera dans le Maghreb (et en Andalousie) au cours des siècles suivants. Il est à noter que, chose peu fréquente le minaret se situe au-dessus du mihrab. 
La mosquée a subi des dégâts considérables lors du séisme du vendredi 8 septembre 2023.